# 弗雷澤公園 (加利福尼亞州)
弗雷澤公園（英語：Frazier Park）是位於美國加利福尼亞州克恩縣的一個人口普查指定地區。

## 地理
弗雷澤公園的座標為34°49′22″N 119°56′41″W / 34.82278°N 119.94472°W，而該地最高點為海拔高度1414米（即4639英尺）。

## 人口
根據2010年美國人口普查的數據，弗雷澤公園的面積為13.120平方千米，當中陸地面積為13.115平方千米，而水域面積為0.005平方千米。當地共有人口2691人，而人口密度為每平方千米205人。